# Glikmanius
Glikmanius è un genere estinto di pesce cartilagineo appartenente alla famiglia Heslerodidae, vissuta durante il Carbonifero.

## Scoperta e classificazione
Il genere Glikmanius è stato istituito nel 2005 per accogliere la specie di squali estinti precedentemente nota come “Cladodus” occidentalis, descritta da Joseph Leidy nel 1859 e nota per esemplari molto incompleti (principalmente denti) provenienti da Russia, Stati Uniti e Inghilterra.
Un'altra specie basata su denti fossili, precedentemente descritta come ?Symmorium myachkovensis, rinvenuta nella piattaforma russa e in Nebraska, è stata attribuita a Glikmanius.
I fossili della specie Glikmanius careforum sono invece rappresentati da denti isolati e archi viscerali rinvenuti in sedimenti marini del Mammoth Cave National Park, in Kentucky, e da due orizzonti marini del Mississippiano superiore nel nord dell'Alabama.
Sebbene non vi siano prove dirette che questo genere possedesse spine davanti alle pinne dorsali, la somiglianza tra i suoi denti e quelli di Ctenacanthus compressus suggerisce un'affinità con i membri dell'ordine Ctenacanthiformes. La scoperta di esemplari più completi appartenenti alla specie G. careforum ha confermato questa ipotesi, indirizzandone l'attrubuzione alla famiglia Heslerodidae.

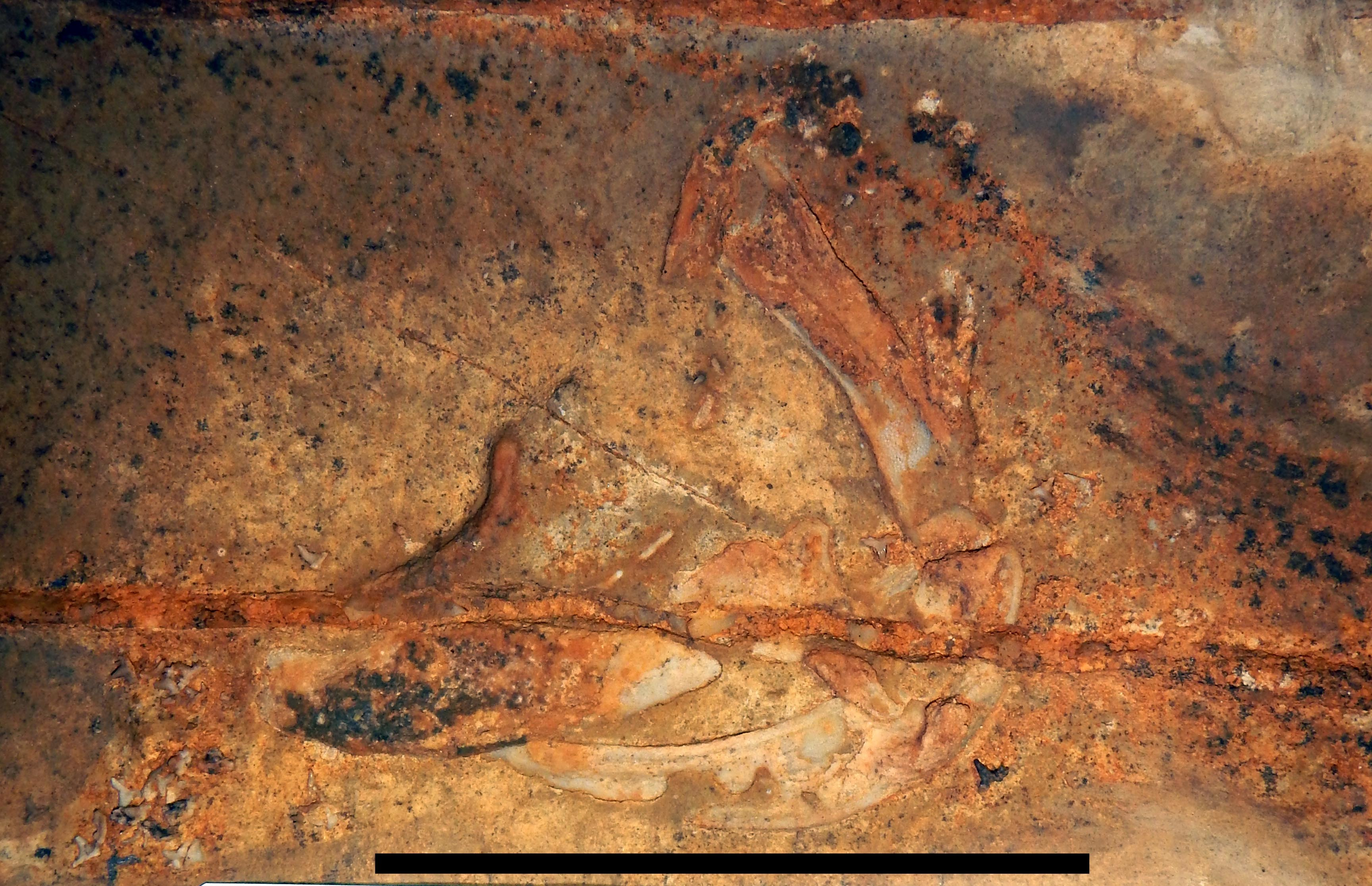
Mascelle, denti e archi branchiali di Glikmanius careforum

## Descrizione
La specie G. careforum potrebbe aver raggiunto i 3 metri di lunghezza, mentre G. occidentalis potrebbe essere stata lunga addirittura 6 metri; ciò renderebbe questa specie uno dei più grandi predatori marini del suo tempo.
I denti della specie tipo, Glikmanius occidentalis, presentano una corona smaltata, che, quando completa, misura circa un pollice di lunghezza e ha una forma semi-conica. Il lato esterno convesso è caratterizzato da strette pieghe oblique. Ogni dente possiede due denticoli laterali, con quello esterno più sviluppato. La base del dente è reniforme, con una larghezza di circa un pollice e un diametro corto di circa cinque linee. Le estremità laterali della base presentano due grandi tubercoli ovoidali, uno situato sopra il margine interno e l'altro sotto quello esterno.
Rispetto ad altre specie del genere Glikmanius, G. careforum presenta denti proporzionalmente distinti, caratterizzati da cuspidi più robuste e corte. Questa configurazione suggerisce un adattamento specifico nel suo metodo di alimentazione.
L'anatomia del cranio mostra ulteriori elementi distintivi. Il palatoquadrato possiede un ramo palatino corto e un processo otico che è profondamente sviluppato in senso dorsoventrale ma meno espanso antero-posteriormente, caratteristica che lo avvicina ai generi Heslerodus e Dracopristis. Il processo quadrato, invece, è allungato, un tratto condiviso con Heslerodus. La cartilagine di Meckel, che costituisce la mandibola, è meno profonda dorsoventralmente rispetto a quella dell'affine Dracopristis.

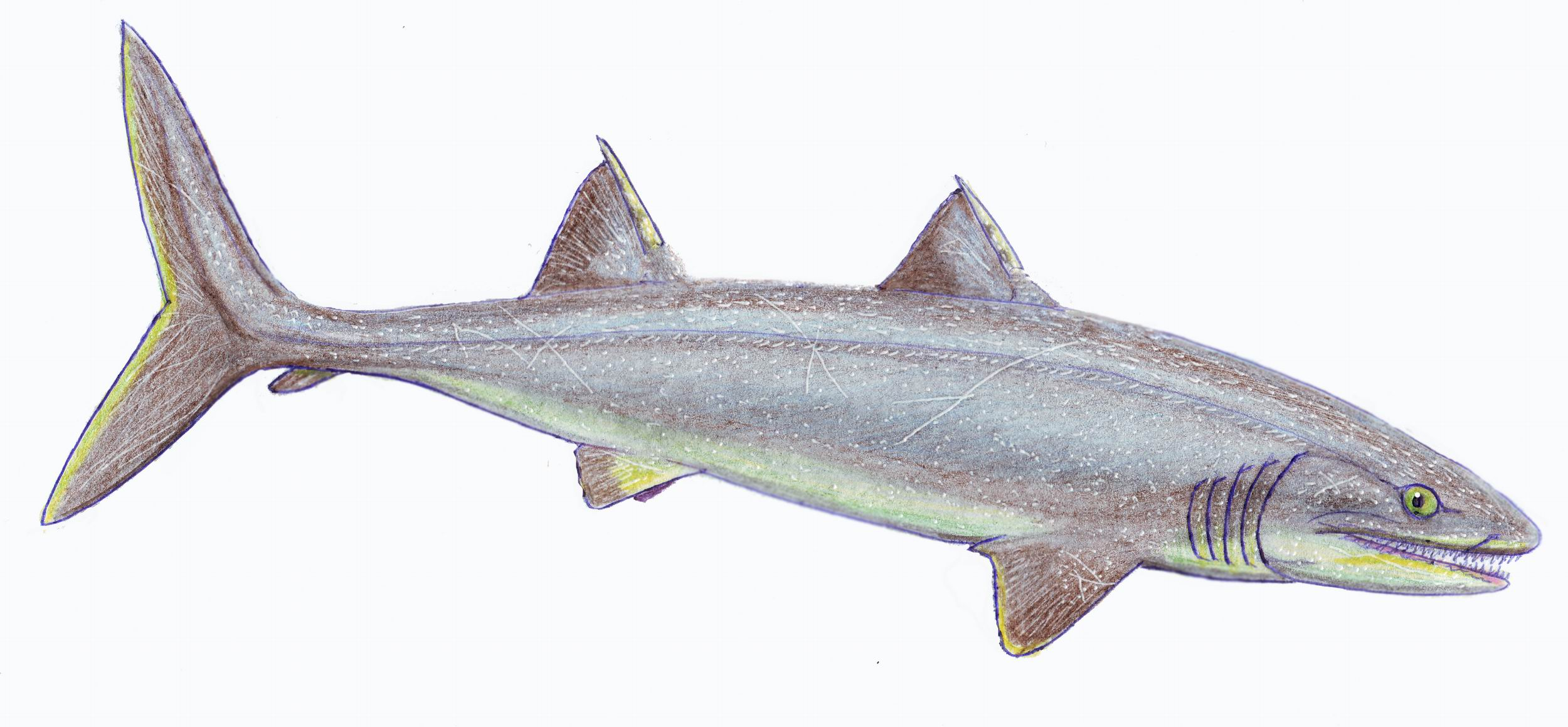
Ricostruzione di Glikmanius occidentalis

## Paleoecologia
La struttura dentale di Glikmanius careforum indica che fosse probabilmente un predatore opportunista, con una dieta che includeva piccoli vertebrati e invertebrati dotati di gusci o corazze dure. La robustezza e la ridotta altezza delle cuspidi suggeriscono una funzione di frantumazione piuttosto che di taglio, il che lo distingue da altri squali del Mississippiano con specializzazioni diverse.
L'habitat di Glikmanius careforum comprendeva ambienti marini poco profondi, con probabile preferenza per zone costiere o piattaforme carbonatiche dove poteva trovare abbondante cibo. La sua presenza in più formazioni geologiche suggerisce una distribuzione relativamente ampia lungo la regione dell’attuale Nord America.